# Rozea fulva
Rozea fulva là một loài Rêu trong họ Entodontaceae. Loài này được Müll. Hal. ex M. Fleisch. miêu tả khoa học đầu tiên năm 1920.